# Streepborstwinterkoning
De streepborstwinterkoning (Cantorchilus thoracicus; synoniem: Thryothorus thoracicus) is een zangvogel uit de familie Troglodytidae (winterkoningen).

## Verspreiding en leefgebied
Deze soort komt voor van oostelijk Nicaragua tot westelijk Panama.